# Astragalus calycosus
Astragalus calycosus — вид квіткових рослин з родини бобових (Fabaceae). Ареал охоплює такі країни: США (Аризона, Каліфорнія, Колорадо, Айдахо, Невада, Нью-Мексико, Орегон, Юта та Вайомінг).

## Середовище
Це багаторічна трав'яниста рослина, яка зазвичай утворює килимки на скелях та піску в лісах Піньон-Ялівець та в гірському ґрунті. Висота 1500–3550 метрів. Немає відомих серйозних загроз для цього виду.